# KX Близнецов
KX Близнецов (лат. KX Geminorum) — двойная затменная переменная звезда типа Алголя (EA) в созвездии Близнецов на расстоянии (вычисленном из значения параллакса) приблизительно 7 559 световых лет (около 2 317 парсек) от Солнца. Видимая звёздная величина звезды — от +16,8m до +16m. Орбитальный период — около 2,9309 суток.
Открыта Куно Хофмейстером в 1966 году.

## Характеристики
Первый компонент — белая звезда спектрального класса A2. Радиус — около 1,91 солнечного, светимость — около 2,811 солнечных. Эффективная температура — около 5409 К.
Второй компонент — жёлтый субгигант спектрального класса G5,5IV.